# Valentines (EP)
Valentines è un EP di Mariah Carey, pubblicato dalla Columbia Records il 1º gennaio 2000. Si tratta di un CD a tiratura limitata contenente una cover della Carey di "Do You Know Where You're Going To (Theme from Mahogany)", un brano originariamente registrato da Diana Ross, ed in seguito pubblicato come bonus track delle edizioni non statunitensi di #1's.

## Tracce
1. Vision of Love – 3:29
2. Underneath the Stars – 3:33
3. My All – 3:51
4. Babydoll – 5:06
5. Do You Know Where You're Going To (Theme from Mahogany) – 3:45